# Simon Grayson
Simon Nicholas Grayson (Ripon, North Yorkshire, Inglaterra; 16 de diciembre de 1969) es un entrenador inglés de fútbol, además fue futbolista profesional entre 1988 hasta el año 2006. Desde 2022 es el entrenador del Bengaluru de la liga de India.
Jugaba de lateral derecho, aunque también fue utilizado como centrocampista durante su carrera desde 1988 hasta el año 2006.

## Trayectoria

### Como jugador

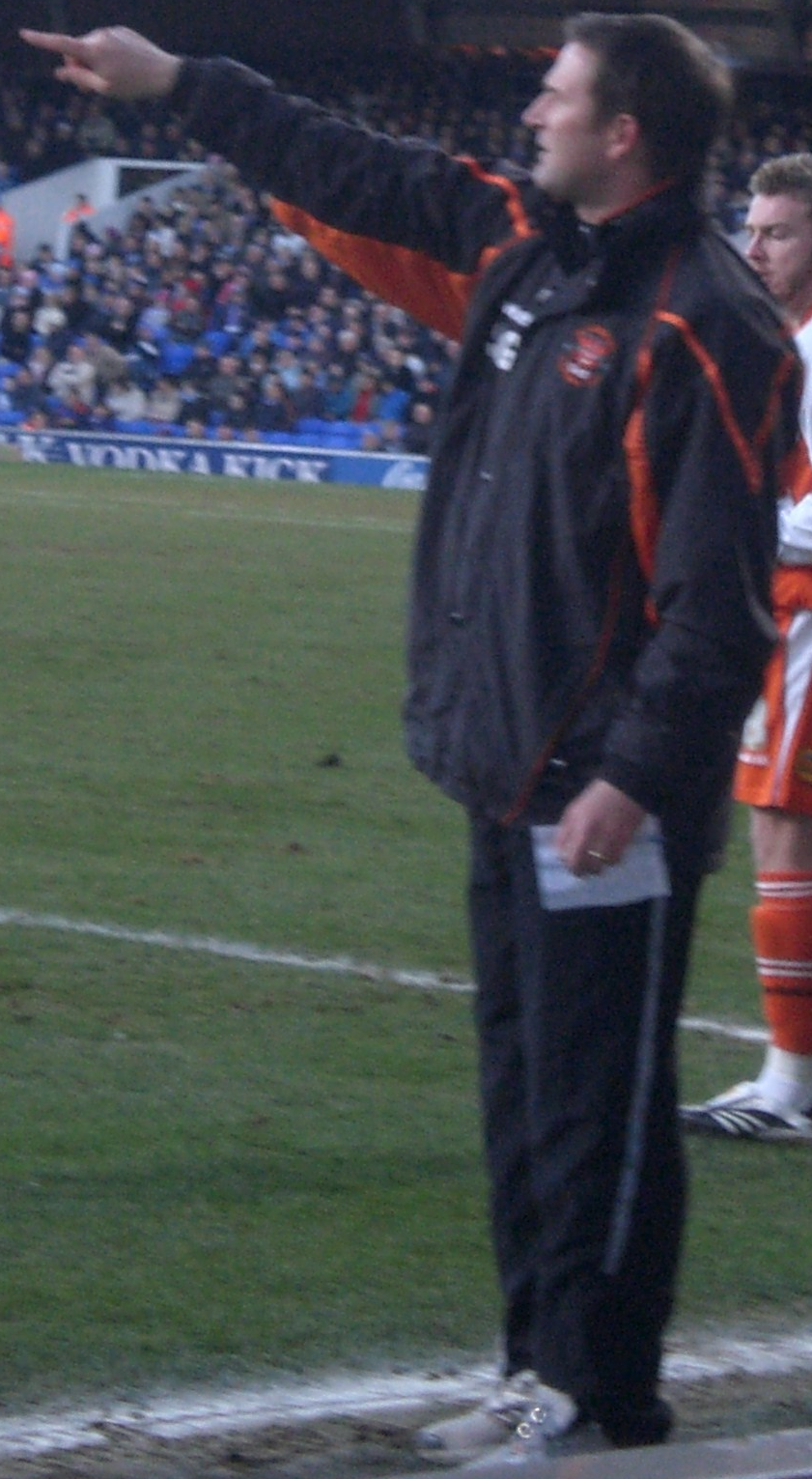
Simon dirigiendo al Blackpool en 2008.

Comenzó en el Leeds United, el club que lo formó, además jugó en los equipos de la Premier League del Leicester City, Aston Villa y Blackburn Rovers. También vistió las camisetas del Sheffield Wedenesday, Stockport County, Notts County, Bradford City y Blackpool.
Fue nombrado jugador-entrenador del Blackpool en 2005, y un año después se retiró como jugador para dedicarse solo a su trabajo como entrenador.

### Como entrenador
Luego de tres temporadas en Blackpool, en 2008 fue nombrado nuevo entrenador del Leeds United, donde fue despedido en 2012. Llegó al Huddersfield Town en reemplazo de Lee Clark, con los Terriers ganó los play offs de la League One, venciendo al Sheffield United en la final. En enero de 2013, tras una mala racha del club, el entrenador inglés fue despedido.
En febrero de 2013, Grayson fue contratado como nuevo entrenador del Preston North End. Terminó su paso en Preston en 2017, año en que dirigió por un breve periodo al Sunderland.
En febrero de 2018 llegó al Bradford City, club que dirigió hasta mayo de 2018 cuando su contrato con el equipo terminó.
El 6 de julio regresó a dirigir al Blackpool. Fue despedido el 12 de febrero de 2020.
Luego de dirigir al Fleetwood de la League One, el 8 de junio de 2022 asumió como director técnico de Bengaluru.

## Estadísticas

### Como jugador
| Club                         | País       | Año         | Part. | Goles |
| ---------------------------- | ---------- | ----------- | ----- | ----- |
| Leeds United                 | Inglaterra | 1988 - 1992 | 2     | 0     |
| Leicester City               | Inglaterra | 1992 - 1997 | 188   | 4     |
| Aston Villa                  | Inglaterra | 1997 - 1999 | 49    | 0     |
| Blackburn Rovers             | Inglaterra | 1999 - 2002 | 35    | 0     |
| Sheffield Wednesday (cesión) | Inglaterra | 2000        | 5     | 0     |
| Stockport County (cesión)    | Inglaterra | 2001        | 13    | 0     |
| Notts County (cesión)        | Inglaterra | 2001        | 10    | 1     |
| Bradford City (cesión)       | Inglaterra | 2002        | 7     | 0     |
| Blackpool                    | Inglaterra | 2002 - 2006 | 126   | 6     |

### Como entrenador
Actualizado al 23 de noviembre del 2021
| Club                         | País       | Año         | Partidos dirigidos | Partidos ganados | Partidos empatados | Partidos perdidos | Efectividad |
| ---------------------------- | ---------- | ----------- | ------------------ | ---------------- | ------------------ | ----------------- | ----------- |
| Blackpool                    | Inglaterra | 2005-2008   | 163                | 60               | 51                 | 52                | 47.24%      |
| Leeds United                 | Inglaterra | 2008-2012   | 169                | 84               | 40                 | 45                | 57.59%      |
| Huddersfield Town            | Inglaterra | 2012-2013   | 49                 | 17               | 15                 | 17                | 44.89%      |
| Preston North End            | Inglaterra | 2013-2017   | 235                | 104              | 74                 | 57                | 54.76%      |
| Sunderland                   | Inglaterra | 2017        | 18                 | 3                | 7                  | 8                 | 29.63%      |
| Bradford City                | Inglaterra | 2018        | 14                 | 3                | 5                  | 6                 | 33.33%      |
| Blackpool                    | Inglaterra | 2019 - 2020 | 38                 | 13               | 12                 | 13                | 44.74%      |
| Fleetwood Town Football Club | Inglaterra | 2021        | 43                 | 13               | 10                 | 20                | 37.98%      |
| Total                        | Total      |             | 728                | 297              | 213                | 218               | 50.55%      |

## Vida personal
Su hijo Joe es futbolista profesional.